# Atabey (district)
Atabey is een Turks district in de provincie Isparta en telt 6.209 inwoners (2007). Het district heeft een oppervlakte van 181,7 km². Hoofdplaats is Atabey.
De bevolkingsontwikkeling van het district is weergegeven in onderstaande tabel.
| 1997  | 2000   | 2007  |
| ----- | ------ | ----- |
| 9.525 | 12.402 | 6.209 |